# Bodelschwingh (Boot)
Das Motorboot Bodelschwingh der Bethel-Mission war „seiner Majestät kleinstes Kriegsschiff“, das zu Beginn des Ersten Weltkriegs die deutsche Herrschaft auf dem Kivusee in Zentralafrika sichern sollte.
Ursprünglich zur Unterstützung der Missionsarbeit auf der Insel Idjiwi gebaut, wurde es unmittelbar nach dem Zusammenbau für Kriegszwecke bewaffnet und eingesetzt. Angesichts der drohenden Niederlage wurde es 1916 von der deutschen Schutztruppe versenkt.

## Geschichte
Um die Missionsarbeit von Bethel auf der Insel Idjiwi zu unterstützen, wurde mit einer groß angelegten Spendenaktion im Deutschen Reich für ein Missionsschiff geworben, mit dem „die frommen Männer in Afrika trockenen Fußes auf die Insel reisen können. Es kommen 18 114,91 Mark zusammen.“ Die Bodelschwingh wurde 1913 von der Reinhold Holtz Werft in Harburg gebaut und hatte die Maße 10,5 Meter × 2,0 Meter. Das Boot wurde im Herbst 1913 in Einzelteilen zerlegt mit dem Schiff nach Afrika geschickt und am Kivusee bei der Missionsstation Rubengera zusammengebaut.
Zu Beginn des Ersten Weltkriegs in Ostafrika erlangte die deutsche Schutztruppe kurzzeitig die Seehoheit über den Kivusee und besetzte die Insel Idjiwi. Durch den Einsatz des bewaffneten, sogenannten Bodelschwingh-Bootes wurden im September 1914 zwei belgische Boote erbeutet.
Der deutsche Missionar Gustav von Bodelschwingh, der in Lazaretten der deutschen Truppen auf der Insel Idschwi im Kiwusee tätig war, geriet während des Krieges in belgisch-kongolesische Gefangenschaft, aus der er durch das Eingreifen deutscher Soldaten und mit Unterstützung der Bodelschwingh gerettet werden konnte.
Im Verlauf des Krieges wurde die Schutztruppe von belgischen Kolonialtruppen aus dem Kongo nach Südosten abgedrängt. Beim Rückzug der deutschen Truppen 1916 wurde die Bodelschwingh am 14. Mai 1916 in der Musaho-Bucht versenkt, unweit der Stelle, an der sie zusammengebaut worden war.
Im Februar 2024 wurde das Boot – nach einem erfolglosen Versuch im Jahr zuvor – wiederentdeckt. Die Fundstelle befindet sich im Sektor Mushubati des Distrikts Rutsiro.

## Einzelbelege
1. ↑  Erich Gröner: Die deutschen Kriegsschiffe 1815–1945 Band 7, Bernard & Graefe, Koblenz 1990, ISBN 978-3-7637-4807-5, S. 222.
2. ↑  Ursula Ott: Das Land der 1000 Rätsel. In: chrismon, 29. Mai 2016.
3. ↑  Albert Röhr: Deutsche Marinechronik. Verlag Gerhard Stalling, Oldenburg/Hamburg 1974, ISBN 3-7979-1845-3, S. 196.
4. ↑  Hildegard Neumann: Gustav Neumann und das „Bodelschwingh-Boot“. Deutsches Schiffahrtsarchiv, 2, 1978, S. 35–44 (open access).
5. ↑  Hildegard Neumann: Gustav Neumann und das „Bodelschwingh-Boot“. Deutsches Schiffahrtsarchiv, 2, 1978, S. 35–44 (hier: S. 37, open access).
6. ↑  Reinhard K. Lochner: Kampf im Rufiji-Delta. München 1987, ISBN 3-453-02420-6, S. 294 ff.
7. ↑  Luisa Goldammer: Bericht über das Projekt „Bodelschwingh-Boot“ vom 14. bis 22. Januar 2023 in Ruanda, Afrika. In: Skyllis, Zeitschrift für maritime und limnische Archäologie und Kulturgeschichte, 2023 (PDF-Download).
8. ↑  Esther Muhozi: Century-old German World War I boat discovered in Rwanda’s Lake Kivu In: igihe.com, 21. Februar 2024, abgerufen am 1. Januar 2025 (englisch)